# Vingilot
Vingilótë (Quenya), o Vingilot (Sindarin), dagli Edain chiamata Rothinzil (Adûnaic) è una nave dell'universo immaginario fantasy creato dallo scrittore inglese J.R.R. Tolkien. È la nave con la quale Eärendil e Elwing salparono diretti ad Aman per chiedere perdono e assistenza ai Valar. Il suo nome in Quenya significa "Fiore di schiuma".
Fu costruita dallo stesso Eärendil, aiutato da Círdan, con il legno bianco delle betulle del Nimbrethil. Guidato dalla luce di un Silmaril, Eärendil, con Vingilot, attraversò il Grande Mare e riuscì a raggiungere Aman, primo mortale a vederne le coste.
Dopo la Guerra d'Ira, Eärendil, con il Silmaril apposto sulla sua fronte, guidò Vingilótë in cielo e ancora adesso è visibile poco prima del sorgere del Sole (una sorta di Venere, infatti questo pianeta nella mitologia anglosassone è chiamato Earendel).